# Axel August Jonsson
Axel August Jonsson, född 19 juli 1865 i Sävare församling i Skaraborgs län, död 10 november 1950 i Annedals församling i Göteborg, var en svensk skolman..
Axel Jonsson disputerade 1906 i historia för filosofie doktorsgrad vid Uppsala universitet. Han började sin lärarbana hösten 1898 på Varbergs lägre allmänna läroverk. Mellan 1899 och 1910 vikarierade han som lektor i historia, geografi, modersmålet och filosofi i Göteborg och utnämndes den 31 december 1907 till ordinarie adjunkt vid Göteborgs högre realläroverk  och hade sedan tjänst dels som vikarierande lektor, dels som adjunkt på gymnasiestadiet till och med hösten 1930. Den 11 oktober 1929 hade Jonsson utnämnts till ordinarie lektor vid Halmstads högre allmänna läroverk men var kvar på Göteborgs högre realläroverk till och med 1930.
Jonsson var engagerad i folkbildningsarbete och var mot ett lägre arvode föreståndare för Göteborgs arbetarinstitut 1904–1939 där han också föreläste inom områdena geografi och historia. Från 1906 till cirka 1931 var han medlem av Lundby arbetareinstituts styrelse och 1907 till cirka 1931 i styrelsen för Västra Sveriges folkbildningsförbund.
År 1928 blev han riddare av Vasaorden.